# جون مارشال
جون مارشال (بالإنجليزية: John Marshall)‏ (1168-1251هـ/1755-1835م) هو رابع رؤساء قضاة محكمة الولايات المتحدة العليا (1801 ـ 1835). رفع من سلطة المحكمة، وشكل الدستور بتفسيراته الحكيمة. وبالرغم من نزاعه مع توماس جفرسون ومن جاء بعده من رؤساء الجمهورية، فثبت حق المحكمة النهائي فيما يتعلق دستورية تلك القوانين. اعتبر الدستور وثيقة تنص على سلطات معينة، ونظام حتى ينبغي التوسع في تأويله، ليخول للحكومة الاتحادية وسائل العمل الفعال. عارض نظرية حقوق الولايات، وتعرض لكثير من النقد.
كان مارشال في السابق قائداً للحزب الفبدرالي في فرجينيا وعمل في مجلس النواب الأمريكي من عام 1799 إلى عام 1800. وكان وزيراً للخارجية في عهد الرئيس جون آدامز من عام 1800 إلى عام 1801، وأصبح في سن الخامسة والأربعين آخر قاضي رئيسي يولد في أمريكا الاستعمارية.
مارشال هو صاحب أطول فترة في منصب رئيس القضاة ورابع أطول فترة كقاضي في تاريخ المحكمة العليا في الولايات المتحدة، حيث بقي في المحكمة لأكثر من ثلاثة عقود (34 سنة) ولعب دوراً هاماً في تطوير النظام القانوني الأميركي. أبرزها، أنه عزز مبدأ أن المحاكم الفيدرالية ملزمة بممارسة المراجعة القضائية من خلال قلب القوانين المزعومة إذا انتهكت الدستور. وهكذا عزز مارشال موقف السلطة القضائية الأمريكية كفرع حكومي مستقل ومؤثر. كما اتخذت محكمته عدة قرارات مهمة تتعلق بالفدرالية، ما أثر على توازن القوى بين الحكومة الفيدرالية والولايات خلال السنوات الأولى من الجمهورية. كما أكد مرارًا على سيادة القانون الفيدرالي على قانون الولاية وأيد قراءة موسعة للقوى المعدودة.
في حين أن العديد من قراراته لم تحظى بشعبية، فقد بنى مارشال الفرع الثالث للحكومة الفيدرالية وزاد من السلطة الفيدرالية باسم الدستور وسيادة القانون. يعتبر مارشال، إلى جانب دانيال وبستر (الذي جادل في بعض القضايا)، الفيدرالي البارز في عصره، متابعا نهج الحزب الفيدرالي لبناء حكومة فيدرالية قوية معارضا نهج الجمهوريين الجيفرسونيين الذين أرادوا حكومات ولايات أقوى.

## وصلات خارجية
- جون مارشال على موقع الموسوعة البريطانية (الإنجليزية)
- جون مارشال على موقع إن إن دي بي (الإنجليزية)
- مؤلفات جون مارشال في مشروع غوتنبرغ
- أعمال أو نبذة عن جون مارشال على أرشيف الإنترنت